# Петрова, Елена Юрьевна
Еле́на Ю́рьевна Петро́ва (укр. Петрова Олена Юріївна; род. 24 сентября 1972, Шаркан, Удмуртская АССР) — советская и украинская биатлонистка, серебряный призёр Олимпийских игр 1998 года в индивидуальной гонке, 10-кратный призёр чемпионатов мира в 1996—2004 годах, чемпионка Европы 2004 года.

## Биография
С 1987 года занималась лыжами, а в 1989 году перешла в биатлон. В этом же году Петрова выигрывает чемпионат СССР среди юниоров. После распада СССР она уезжает на Украину, где, выиграв два национальных первенства, попадает в состав основной сборной этой страны.
Дебютировала в Кубке мира в сезоне 1992/1993. Настоящим успехом можно назвать выступление Петровой на Чемпионате мира 1996 года в Рупольдинге, где она завоевала три медали, а по итогам сезона заняла седьмое место в общем зачёте Кубка мира. В 1997 году Петрова завоёвывает ещё одну медаль Чемпионата мира, а на Зимних Олимпийских играх 1998 года в Нагано она попадает на подиум в индивидуальной гонке. Четырёхкратная вице-чемпионка мира всегда отличалась хорошей стрельбой. Именно поэтому её ценят как хорошего командного бойца, незаменимого в эстафетных соревнованиях.
После завершения спортивной карьеры стала функционером НОК Украины, и является главой Сумского регионального отделения.

## Государственные награды
- Орден «За заслуги» ІІІ степени (24 февраля 1998)[2]

## Кубок мира
- 1995—1996 — 7-е место
- 1998—1999 — 7-е место (293 очка)
- 1999—2000 — 9-е место (319 очков)
- 2000—2001 — 22-е место (286 очков)
- 2001—2002 — 51-е место (41 очко)
- 2002—2003 — 33-е место (123 очка)
- 2003—2004 — 38-е место (76 очков)
- 2004—2005 — 64-е место (21 очко)
- 2005—2006 — 54-е место (34 очка)
- 2006—2007 — 49-е место (59 очков)